# 大澤広樹のドラゴンズステーション
『大澤広樹のドラゴンズステーション』（おおさわひろきのドラゴンズステーション）は、東海ラジオで放送されていたワイド番組。同局のスポーツアナウンサー・大澤広樹の冠番組である。
本項では、2019年 - 2022年のプロ野球シーズン（3月下旬 - 9月下旬）で土・日曜日に放送されていた『ドラゴンズステーション』および、大澤の同僚アナウンサーやタレントがパーソナリティを務める番組シリーズ（『○○のドラゴンズステーション』）についても述べる。

## 概要

### 番組開始までの経緯
2020年に開局60周年を迎える東海ラジオは、2019年4月1日からの1年間を「開局60周年イヤー」と位置付けたうえで、「ONLY ONE STATION!」をキャッチフレーズに記念事業を展開していくことを2018年12月7日に公表。本社のある名古屋市に本拠地を置く中日ドラゴンズとの間で、翌2019年1月1日からのオフィシャルスポンサー契約を締結することや、「ドラゴンズステーション 東海ラジオ」として全番組を挙げて応援をしていくこと、同年4月1日から当番組の放送を始めることも発表した。ちなみに、日本プロ野球 (NPB) に加盟するプロ野球球団が特定のラジオ局とオフィシャルスポンサー契約を結ぶことは、NPB史上初めてである。
東海ラジオでは2018年度まで、プロ野球シーズン（ナイターイン期）の火 - 金曜日に、自社制作の生ワイド番組（16:00開始）と『東海ラジオ ガッツナイター』（17:45開始、ドラゴンズ戦主体のNPBナイトゲーム中継）を編成。ナイトゲームを放送しない日や、オフシーズン（ナイターオフ期）にも、当該時間帯で『ドラヂカラ!!』と題する関連番組を放送していた。平日版の『ドラゴンズステーション』でも以上の番組の企画やコーナーを引き継いでいるが、ナイターイン期とナイターオフ期で構成を変更。ナイターイン期の火 - 金曜日には、『ガッツナイター』をフロート番組として内包している。
また、ナイターイン期の土・日曜に編成される『ガッツナイタースペシャル』が中日のナイトゲーム中継に充てられる場合には、2018年度までの『No idea!?』土日版の放送枠を継承した中継のクッション番組として『ドラゴンズステーション』（週末版）を編成。ただし、平日版と違って、パーソナリティーの氏名をタイトルに入れていない。

### 『大澤広樹のドラゴンズステーション』第1期（2019年4 - 12月）
ナイターイン期火 - 金曜日の『ガッツナイター』枠では、NPBのナイトゲームが開催される場合に、中日戦の中継を優先。中継カードが21:30を過ぎても続いている場合には、試合展開に応じて中継を延長したうえで、中継の終了と同時に当番組を終了させる体制を取っていた。中日戦が何らかの事情で開催されない場合に別カードが実施されている場合には、他局が制作する当該カードの中継を同時ネット。最初からNPBのナイトゲームが一切組まれていない場合には、『ガッツナイターアーカイブス」（過去の中日戦中継での実況音源のダイジェスト）を『ガッツナイター』枠で放送するか、2018年度までと同様に『ナイタースペシャル』（ニッポン放送制作）の同時ネットを『ガッツナイター』枠で実施していた。
ナイターオフ期には、『ドラヂカラ!!』時代と同じく、全曜日の放送時間を16:00 - 19:00に統一。『ガッツナイターアーカイブス』については、『ガッツナイター名勝負』という単独番組として、毎週日曜日の17:00 - 18:00にレギュラーで放送されている。
パーソナリティについては、番組開始から2019年11月まで、基本として大澤が全曜日で担当。ただし、ナイターイン期の火・金曜日に『ガッツナイター』枠でナゴヤドームから中日のナイトゲームを中継する場合には、同枠での実況を優先していた。
2019年12月6日から、金曜日のメインパーソナリティを、大澤から後輩アナウンサーの森に交代。『大澤広樹のドラゴンズステーション』という番組タイトルも引き続き用いていたが、大澤の冠番組としては、同月31日（火曜日）で放送を終了した。

### 『森貴俊のドラゴンズステーション』（2020年1月 - 3月）
東海ラジオが2020年も中日球団のオフィシャル・スポンサー契約を続けることを背景に、『ドラゴンズステーション』というタイトルや放送枠を引き継ぎながら、森の冠番組（『森貴俊のドラゴンズステーション』）にリニューアル。大澤がパーソナリティを勇退することに伴って、森が全曜日のパーソナリティを担当するほか、レギュラー出演者などを一部変更した。

### 『井田勝也／村上和宏のドラゴンズステーション』（2020年4月 - 9月第4週）
2020年度のナイターイン編成では、前年度（大澤の冠番組時代）のフォーマットを踏襲した。森に代わって井田勝也（当時は東海ラジオの ナウンサー）が月曜日・村上和宏が火 - 金曜日のパーソナリティを担当したため、月曜日のみ『井田勝也のドラゴンズステーション』、火 - 金曜日には『村上和宏のドラゴンズステーション』というタイトルで放送していた。

### 『山浦ひさしのドラゴンズステーション』／『大澤広樹のドラゴンズステーション』第2期（2020年9月 - 2022年9月）
2020年度のナイターオフ編成では、『大澤広樹のドラゴンズステーション』が火 - 金曜日の夕方に復活。月曜日には、タレントの山浦ひさしをパーソナリティに迎えて、『山浦ひさしのドラゴンズステーション』として放送している。山浦は、当番組の開始から2020年9月まで、前枠番組（『山浦!深谷!イチヂカラ!』→『山浦ひさし!イチヂカラ!』）のパーソナリティを担当。平日の夕方には、当番組を開始するまで『山浦・深谷のヨヂカラ!』のパーソナリティを務めていた。
ただし、東海ラジオが2020年10月改編（9月28日＝月曜日）から『源石和輝! 抽斗!（ひきだし）』（同局アナウンサーの源石和輝がパーソナリティを務める生ワイド番組）を平日の15:00 - 17:00に編成することに伴って、番組開始以来続いていた16時台の放送を終了。さらに、9月25日（金曜日）まで当番組に内包していた『ニュース・パレード』（文化放送が制作するNRN全国ニュースで17:00 - 17:15に生放送）を単独番組として編成したため、当番組の開始時間を17:15に繰り下げた。その一方で、月曜日は従来どおり19:00に放送を終了。火 - 金曜日については、日本シリーズの終了翌日（または翌週）から、放送時間を17:15 - 19:00に固定した。その一方で、前年度に放送されていた『ガッツナイター名勝負』のレギュラー編成を見送っている。
もっとも、2020年の初頭から日本国内で新型コロナウイルスへの感染が拡大している影響で、NPBはレギュラーシーズンの開幕を当初予定の3月20日から6月19日（いずれも金曜日）まで延期。その影響でレギュラーシーズンの終了時期を11月中旬、日本シリーズの開催期間を11月21日（土曜日）から1週間程度設定している。また、セントラル・リーグではレギュラーシーズンの短縮に伴ってクライマックスシリーズを実施せず、リーグ戦の優勝チームが日本シリーズへの出場権を無条件で得ることになっていた。
東海ラジオでは、2020年度のナイターオフ編成を9月28日から開始する一方で、ドラゴンズの一軍公式戦を少なくともレギュラーシーズンの終了まで中継する方針を掲げていた。このため、同日以降の火 - 金曜日に中日のナイトゲームが組まれている場合には、試合の時間帯（18時台以降）に村上バージョンと同様の編成で対応していた。実際には、11月11日（水曜日）の最終戦（広島東洋カープとのナイトゲーム＝マツダスタジアム）まで中継を継続（当日はRCCラジオ制作分の中継を相互ネット方式で当番組に内包）。日本シリーズについては、巨人のリーグ優勝と中日の3位が確定したことに伴って、中継の放送を一切見合わせている。ちなみに、東海ラジオでは2009年以前にも、中日が日本シリーズへ出場しない年に当該シリーズの中継を放送しない方針を立てていた。
2021年度も、山浦が月曜日、大澤が火 - 金曜日のパーソナリティを通年で担当。大澤は、中日主催のナイトゲームがバンテリンドーム ナゴヤ（ナゴヤドームの命名権を興和が取得したことに伴って同年から名称を変更）で開催される場合に、第1期と同様に『ガッツナイター』枠での中継の実況を優先していた。2021年のドラゴンズはセ・リーグ5位で、東京ヤクルトスワローズとオリックスバファローズが11月の下旬に日本シリーズで対戦したが、東海ラジオでは他局制作分中継の同時ネット方式で全試合を中継した。
東海ラジオが2022年度も中日ドラゴンズとのオフィシャルスポンサー契約を更新したことを背景に、同年度のナイターイン編成下でも、2021年度と同じ体制で放送を続けていた。しかし同局では、平日に通年で放送してきた自社制作番組の大半を、2022年度のナイターオフ編成から入れ替えることを決定。当番組では、山浦担当分の放送を2022年レギュラーシーズン終盤の9月19日（月曜日）、大澤担当分の放送を同月23日（金曜日・秋分の日）で終了させた。
なお、東海ラジオでは2022年度のナイターオフ編成を2022年9月26日（月曜日）から開始することに伴って、同年のレギュラーシーズンにおけるドラゴンズ戦中継を前日（9月25日）の対阪神タイガース戦（バンテリンドーム ナゴヤでのデーゲーム）で終了。平日のナイトゲーム中継については、当番組火 - 金曜分への内包体制を継続したうえで、最終回（9月23日）内での対読売ジャイアンツ戦（福留孝介の引退試合および引退セレモニー）中継をもって2022年のレギュラー放送を終えた。同局では10月の下旬にオリックス・バファローズとヤクルトによる日本シリーズの全6試合で他局制作分中継の同時ネットを実施したが、この中継では、『ドラゴンズステーション』というタイトルで後座番組を編成。平日分についても、レギュラーシーズンの週末版に準じた構成で放送していた。

### 『ドラゴンズステーション』シリーズ終了後の主な動き
当番組終了の翌週（2022年9月26日）からは、「『ドラゴンズステーション』シリーズのブラッシュアップ版」として『Live Dragons!』を平日に編成。当番組の最終放送枠を引き継ぐほか、（大澤・森・村上を含む）東海ラジオのスポーツアナウンサーと野球解説者によるコンビで、「Dragons」（中日ドラゴンズ）関連の情報や企画を放送している。ただし、当番組と違って「Dragons」の話題に特化せず、パーソナリティを務めるアナウンサーも固定していない。
東海ラジオは中日ドラゴンズとのオフィシャルスポンサー契約を更新したことに伴って、2023年度もドラゴンズ戦を中心に、NPB公式戦中継のレギュラー放送を『東海ラジオ　ガッツナイター』というタイトルで継続。平日には、月 - 金曜日を通じて『Live Dragons!』を17時台に編成している。『Live Dragons!』では月曜分の放送枠を『山浦ひさしのドラゴンズステーション』から引き継いだが、『ガッツナイター』が2018年度以前（単独番組として）の編成に戻ることから、ナイトゲーム中継が組まれる週の火 - 金曜日には「前座番組」としてのみ放送。後座番組については、『ガッツナイタープラス』というタイトルで別途編成している。
また、当番組のパーソナリティを担当していた東海ラジオのアナウンサーのうち、井田は2022年12月1日付で東京支社の営業部へ異動。大澤も、2023年7月1日付の人事異動を機に、アナウンサーと本社営業局の第一営業部員を兼務することが決まっている。なお、大澤のアナウンス業務については、異動後も『ガッツナイター』におけるドラゴンズ戦中継の実況に限って続けられる予定。

## 放送時間

### ナイターイン期
平日版（「大澤広樹のドラゴンズステーション」→「井田勝也／村上和宏のドラゴンズステーション」→「山浦ひさし／大澤広樹のドラゴンズステーション」）
- 月曜日 16:00 - 19:00（2020年まで）→ 17:15 - 19:00（2021年から）
- 火 - 金曜日 16:00 - 21:30（2020年まで）→ 17:15 - 21:30（2021年から）
  - 中継の終了時刻によっては、終了時間がさらに繰り下がる場合あり。
  - 2020年には、夏季に日本国内でオリンピックが開催されることを前提に、NPBがレギュラーシーズンの開幕日を3月20日（金曜日・春分の日）に設定。しかし、前述した影響で開幕が6月19日（金曜日）まで延期された。このため、東海ラジオでは、後述するナイターオフ編成の期間を開幕の直前まで事実上延長する措置を講じた。
    - 3月30日（月曜日）から4月1日（水曜日）までの3日間は、「東海ラジオ開局60年記念日3DAYS」と銘打って、午後 - 夕方の時間帯に長時間の特別番組を編成。19:00 - 21:00にも別の特別番組を放送したため、村上バージョンの初回に当たる3月31日および4月1日には、17:45 - 19:00および21:00 - 21:30の短縮放送で対応した。3月30日には当番組の全編を休止した（『立浪和義のキャッチボールRADIO』のみ、18:45 - 19:00に単独番組として放送）ため、井田バージョンは4月6日から放送。
    - 村上バージョンについては、4月2日（木曜日）から同月17日（金曜日）まで、16:00 - 19:00および21:00 - 21:30の2部構成で放送。4月21日（火曜日）から6月18日（木曜日）までは、『OH! MY CHANNEL!スペシャル』（東海ラジオで4月4日に放送を開始した『OH! MY CHANNEL!』からの派生番組）を火 - 金曜日の19:00 - 21:30に編成したため、暫定措置として村上バージョンの放送枠を井田バージョン（月曜日）と統一した。
    - 5月26日（火曜日）には、19:00 - 21:00に『さだまさし流（理由）ラジオ』（制作局の文化放送では『ライオンズナイタースペシャル』枠扱い）の同時ネットを実施（『OH! MY CHANNEL!スペシャル』を休止）したため、21:00 - 21:30の第2部を臨時に編成。ただし、村上は出演せず、週末版と同様のフォーマットで放送していた。

  - 2021年は月曜日にナイター中継がある場合、21:00 - 21:30の第2部を臨時に編成する場合がある。

週末版（「ドラゴンズステーション」として編成）
- ナイトゲームのある土曜日 21:00 - 22:30（2021年は22:00までの場合あり）
- ナイトゲームのある日曜日 21:00 - 21:30（2019年）→ 21:00 - 22:00（2020年）→ 21:00 - 21:30（2021年から）
  - ただし、日曜は21:30終了の時期も、ナイトゲーム中継延長時に、定時番組の穴埋めとして22:00まで放送することがあった。2021年は6月まで21:30の定時番組が繰り下げ放送となるため、この措置は実施されなかった。

### ナイターオフ期
2019年度平日版（「大澤広樹のドラゴンズステーション」→「森貴俊のドラゴンズステーション」）
- 月 - 金曜日 16:00 - 19:00
  - 大澤バージョン時代の最終週（2019年12月30日・31日）には、ボートレースGI競走「BOAT RACE 徳山 第8回クイーンズクライマックス」（30日は5日目のトライアル→31日は優勝戦）の全国向けラジオ中継（文化放送制作）を16:20  - 16:45に挿入した。
  - 大澤バージョンは2019年12月31日（火曜日）、森バージョンは2020年3月27日（金曜日、16:00 - 19:00および20:50 - 21:30の2部構成）で終了。森バージョンについては、前述した事情で放送期間を当初の予定（3月20日終了）から1週間延長したため、24日（火曜日）から27日まで2部構成で放送した[注 3]。前述した村上バージョンも、4月17日（金曜日）放送分までは、森バージョンの2部構成を継承。

2020年度以降の平日版（月曜日：「山浦ひさしのドラゴンズステーション」／火 - 金曜日：「大澤広樹のドラゴンズステーション」）
- 月 - 金曜日 17:15 - 19:00

関連番組（2019年度のみ「ガッツナイター名勝負」として放送）
- 日曜日 17:00 - 18:00

## メインパーソナリティ
◎：担当時点で東海ラジオのアナウンサー

### 『大澤広樹のドラゴンズステーション』（第1期）
- 大澤広樹◎（2019年11月まで月 - 金曜日→12月のみ月 - 木曜日を担当）
『ガッツナイター』などのスポーツ中継を主に担当するかたわら、過去にも『直球勝負!大澤広樹』などの生ワイド番組でメインパーソナリティを経験。当番組のパーソナリティ担当期間中は、プロデューサーを兼務していた[13]。
ナイターイン期には、ナゴヤドームでの3連戦の初戦（火・金曜日）を中心に、『ガッツナイター』内で中継する中日戦での実況も継続。担当日には、オープニングや番組の途中（ゲーム直前のチーム状況レポート）でナゴヤドームからの中継に出演する一方で、スタジオ進行を後述するアナウンサーとアシスタントに委ねていた[13][14]。2018年まで平日でも実況を担当していたドラゴンズのビジターゲーム中継については、土・日曜日開催分のみ不定期で実況[注 4]。
東海ラジオ局内の「働き方改革」の一環で、年に2回長期休暇を取得することを条件に当番組の担当を引き受けたため、2019年6月23日から7月7日までの期間は長期休暇に伴って当番組を休演[15]。2019年12月から、パーソナリティとしての担当曜日を月 - 木曜日に変更した。
自身の冠番組としての放送終了を機にメインパーソナリティを勇退したが、2020年1月以降も東海ラジオのスポーツアナウンサーとして活動。『森貴俊のドラゴンズステーション』にも、一部のコーナー（「ドラゴンズ情報」内のリポートなど）で随時出演している[16]。

### 『森貴俊のドラゴンズステーション』
- 森貴俊◎
大澤の1回目の長期休暇に伴って、2019年6月24日（月曜日） - 28日（金曜日）および7月1日（月曜日）放送分でメインパーソナリティ代理を担当[15]。同年12月6日から27日まで毎週金曜日のみ、2020年1月1日から毎週月 - 金曜日にパーソナリティを務めていた。

### 『井田勝也／村上和宏のドラゴンズステーション』
- 井田勝也◎（月曜日担当）
  - スポーツ担当ではない東海ラジオアナウンサーから、初めてパーソナリティに起用。ただし、スポーツアナウンサーの人員が不足した2017年のみ、野球中継のベンチリポートや前座番組進行を務めたことがある。
- 村上和宏◎（火 - 金曜日担当）
  - 大澤・森と同じく、現役のスポーツアナウンサー。大澤の冠番組時代にも、大澤が長期休暇を取得していた2019年7月2日 - 5日放送分でパーソナリティ代理を務めていた。
  - ナイターイン期には、2019年の大澤と同じく、ナゴヤドームでの3連戦の初戦（火・金曜日）を中心に『ガッツナイター』内で中継する中日戦での実況も継続。パーソナリティを担当しない週末に『ガッツナイター』と『テレビ愛知 10チャンベースボール』（テレビ愛知）で中日のホームゲームを同時に中継する場合には、2019年から「ドラゴンズステーション　東海ラジオアナウンサー」という肩書で、両番組のベンチリポートを兼務している。

### 『山浦ひさしのドラゴンズステーション』／『大澤広樹のドラゴンズステーション』（第2期）
- 山浦ひさし（月曜日担当）
  - 東海ラジオのアナウンサー以外の人物から、初めてパーソナリティに起用。『山浦・深谷のヨヂカラ!』（当番組および『イチヂカラ!』シリーズの前身番組）の終了（2019年3月）以来1年半振りに、同局の平日夕方帯の生ワイド番組へレギュラーで出演していた。東海ラジオの2022年度ナイターオフ編成で、『ドラゴンズステーション』シリーズとともに、同局が制作する番組へのレギュラー出演を終了。
- 大澤広樹◎（火 - 金曜日担当）
  - 2022年のプロ野球シーズン中は、全曜日を通じてスタジオからの進行に専念。当初はドラゴンズ戦中継での実況を原則として土・日曜日のホームゲーム（ナゴヤドーム開催分）に限ることを予定していた。実際には、火 - 金曜日のドラゴンズ主催試合中継でも、第1期と同じパターンで実況を随時担当。

### 『ガッツナイター名勝負』（2019年度のナイターオフ期間のみ放送）
- 吉川秀樹◎

## レギュラー出演者

### 2019年度

#### ナイターイン期
平日版（大澤広樹のドラゴンズステーション）
- 日高優月（SKE48） - 月曜担当、「ガッツナイターサポーター」として
- 前野沙織（東海ラジオアナウンサー）- 火 - 金担当アシスタント
- ガッツナイター野球解説者ほか

週末版（ドラゴンズステーション）
当日の夜勤担当のフリーアナウンサーがスタジオ進行を担当する。

#### ナイターオフ期
平日版（大澤広樹のドラゴンズステーション）
- 日高優月 - 月曜アシスタント
- 前野沙織 - 火・金曜アシスタント
- 有里奈（ファッションモデル、ミスユニバース・ジャパン・愛知2018審査員特別賞受賞者） - 水曜アシスタントで、担当期間中は大学4年生。
- 森美紅（セントラルジャパン所属のファッションモデル、スターキャット・ケーブルネットワーク『燃えドラスタジアム』元アシスタント）- 木曜アシスタント
- 東海ラジオ野球解説者（日替わりで出演）
- 立浪和義（元・中日ドラゴンズ内野手） - 月曜日に内包される『立浪和義のキャッチボールRADIO』（プロ野球シーズン中は単独番組として毎週月曜日の19:00 - 19:15に編成）のパーソナリティ

平日版（森貴俊のドラゴンズステーション）
- 日高優月 - 月曜アシスタント
- 前野沙織 - 火 - 金曜アシスタント
- 東海ラジオ野球解説者（井上一樹・仁村徹に代わって森野将彦・大西崇之が新加入）
- 立浪和義 - 前述
- デラスキッパーズ - 水曜中継リポーター
- 絵になる小木曽さん - 金曜中継リポーターで、前枠番組の『山浦!深谷!イチヂカラ!』にも、「イチヂカラ応援隊」の一員として2019年12月27日から金曜日にレギュラー出演。

### 2020年度

#### ナイターイン期
月曜日（井田勝也のドラゴンズステーション）
- 日高優月 - アシスタント
- ガッツナイター野球解説者

火 - 金曜日（村上和宏のドラゴンズステーション）
- 前野沙織 - 火 - 金曜アシスタント
- ガッツナイター野球解説者　
  - 首都圏在住の井端弘和は、5月14日（木曜日）放送分から一時、スタジオへの出演を見合わせたうえで、自宅からのリモート（スカイプを利用した生中継による）出演に切り替えていた。日本政府が新型インフルエンザ等対策特別措置法に基づく新型インフルエンザ等緊急事態宣言を発出したことに伴って、当番組を放送している愛知県と首都圏の往来が制限されていたことによる[17]。
- デラスキッパーズ - 中継リポーター兼金曜コーナー担当
  - ナゴヤドームで中日のナイトゲームが開催される日には、ドーム場外からのリポートを予定していた。実際には新型コロナウイルス感染拡大の影響でNPBレギュラーシーズンの開幕がおよそ3ヶ月延期されたため、延期中の4月から、毎週金曜日にスタジオで「デラスキ!場内ホームラン」（リスナーからの投稿による大喜利コーナー）の進行役を務めている。
  - 2020年10月改編からは、『源石和輝!抽斗!』で全曜日の16時台に編成される生中継コーナー「マチ（街）の抽斗!」 「トシ（都市）の抽斗!」でリポートを担当している。
- 三浦志麻 - 火曜コーナー担当
  - 中日の球団公式チアリーディングチーム「チアドラゴンズ」元・メンバーで、本来は土・日曜日にナゴヤドームから中日のホームゲームを中継する場合のベンチリポートを2020年から担当[18]。新型コロナウイルス感染拡大の影響で、（東海ラジオを含む）全てのメディアがグラウンド上やベンチ内での取材をレギュラーシーズンの開幕から見合わせていることに伴う代替措置として、6月23日から「志麻のDragons Lesson!」というコーナーにレギュラーで出演している[19]。

#### ナイターオフ期
月曜日（山浦ひさしのドラゴンズステーション）
- 日高優月 - アシスタント
- ガッツナイター野球解説者

火 - 金曜日（大澤広樹のドラゴンズステーション）
- ガッツナイター野球解説者

### 2021年度

#### ナイターイン期
月曜日（山浦ひさしのドラゴンズステーション）
- 日高優月 - アシスタント
- ガッツナイター野球解説者

火 - 金曜日（大澤広樹のドラゴンズステーション）
- ガッツナイター野球解説者　
  - 大澤が『ガッツナイター』枠で中日ホームゲーム中継を実況する場合には、三浦志麻がスタジオで進行を担当する。

#### ナイターオフ期
月曜日（山浦ひさしのドラゴンズステーション）
- 日高優月 - アシスタント
- ガッツナイター野球解説者
  - 中日にコーチとして復帰した森野・大西に代わって、中日一筋で2021年に現役を引退した藤井淳志が、同年12月から他曜日を含めて「コメンテーター」という肩書で随時登場。

火 - 金曜日（大澤広樹のドラゴンズステーション）
- 三浦志麻 - 火曜日に「三浦志麻のウラドラ!」を担当
- ガッツナイター野球解説者

### 2022年度

#### ナイターイン期
月曜日（山浦ひさしのドラゴンズステーション）
- 日高優月 - アシスタント
- ガッツナイター野球解説者
  - 藤井も「コメンテーター」という肩書で、火 - 金曜分を含めてスタジオへ随時出演していたが、『ガッツナイター』枠における中継での解説には至らなかった。

火 - 金曜日（大澤広樹のドラゴンズステーション）
- ガッツナイター野球解説者　
  - 当初は、『ガッツナイター』枠での中継の有無やカードにかかわらず、大澤をスタジオでの進行に専念させる方針を立てていた。実際には、『ガッツナイター』枠で中継したドラゴンズ主催ナイトゲームの一部で実況を担当したため、担当日には前年度と同様の措置が講じられた。

## レギュラー出演者の代理
- 森貴俊（東海ラジオアナウンサー） - 前述
- 村上和宏（同上） -  前述
- 丹羽真由実 - 2019年6月19日
前野が当日ナゴヤドームの試合前に行われるスピードボールコンテストに出場するため、代理アシスタントを担当[20]。
- 立浪和義
ゲスト解説者としてCBCラジオなどのドラゴンズ戦中継に出演していた関係で、『ガッツナイター』では解説を担当しなかったが、当番組では2019年度のみガッツナイター解説陣に代わってコメンテーターを務めることがあった。

## 主なコーナー
2021年5月現在。生放送のため変更・休止となる場合がある。
★が付いているコーナーは、前番組の『山浦・深谷のヨヂカラ!』もしくは『ドラヂカラ!!』から引き続き放送。

### 現在

#### 月曜日
ザ・ベスト3
前週のドラゴンズの活躍を山浦の視点からランキング形式で紹介する。
セーフティーメッセージ ★
愛知県警察から交通事故防止活動の啓蒙を行う。
ガッツナイターカウントダウン
火曜から金曜の放送と異なり、山浦・日高とガッツナイター解説者が前週の試合を振り返る。
クイズ直感力 → ドラゴンズクイズ
ドラゴンズに関する様々なクイズを3択で出題する。
優月目線 ここにクローズアップ ★
日高が自身の注目した選手や試合、またはスポーツ界の事象をクローズアップする。
教えて!あかひげ先生 ★
山浦と「あかひげ先生」こと内原茂樹（あかひげ薬局社長）が、リスナーからの性の相談に答えていく。
ドラステ野球盤
野球盤の要領で山浦が投手としてリスナーへ事前に取ったアンケートを基にした問題を出し、日高と当日出演の解説者が打者として1番多かった回答を交互に当ててもらうクイズコーナー。
一つの問題につきツーストライクから始め、アンケートの回答の多さによって次のように展開が決まる。申告三振も可。（1位：ツーベースヒット　2位：シングルヒット　3位：ダブルプレー　4位以降・該当なし：三振）
スリーアウト（山浦の勝ち）となるかランナーがホームイン（日高と解説者の勝ち）するまで続ける。
立浪和義のキャッチボールRADIO（フロート番組）
このコーナーのみ、ローカルタレントの多田木亮佑が進行を務める。月曜日に特別番組やナイター中継が組まれている場合は、曜日と時間を変更して放送する。
など

#### 火曜日 - 金曜日
ドラゴンズナビ
ガッツナイター解説者が出演し、ドラゴンズ関する様々な話題を語る。
セーフティーメッセージ ★
愛知県警察から交通事故防止活動の啓蒙を行う。
ガッツナイターカウントダウン
ガッツナイターの前座番組。ホームゲーム（バンテリンドーム名古屋など）開催日は実況担当やリポート担当のアナウンサーが試合前の状況を伝える。ビジターゲーム中継でも現地乗り込みか解説を派遣する場合は同様に試合前の状況を伝えることがある。
東海ラジオ ガッツナイター（フロート番組）
詳細は当該記事を参照。基本的に試合終了まで放送。
ドラゴンズステーション（後座番組）
中継終了後に再度スタジオから放送。当日のゲームの振り返りをハイライト形式で行う。
試合が延長となった場合は、21時30分までの残り時間で放送される。21時30分以降も中継を継続する場合は休止となる。
試合の未開催日でも放送されるが、その場合はリポート担当のアナウンサーによる選手談話や直近のドラゴンズに関する情報を中心に伝えられる。
など

### 過去
ウォームアップドラゴンズ
前日もしくは週末の試合を振り返る。試合が行われなかった場合は、取材中のスポーツアナウンサーから当日の動向・一軍試合前およびナゴヤ球場での選手談話などがリポートされる。
甘口・辛口ドラゴンズ
主に前日の試合を受けてリスナーから投稿された、ドラゴンズ（選手）への「甘口（応援、激励）」「辛口（叱咤、批判）」意見を紹介。基本的に「甘口」はアシスタントの日高および前野、「辛口」は大澤によって読み上げられる。
森貴俊のトライアスロンにトライ ★
2016年からトライアスロン競技へ取り組んでいる森の競技結果の報告や、トレーニング方法などについてトレーナーへ質問する模様が放送される。
など